# Phigalia deplorans
Phigalia deplorans là một loài bướm đêm trong họ Geometridae.